# Krmné okopaniny

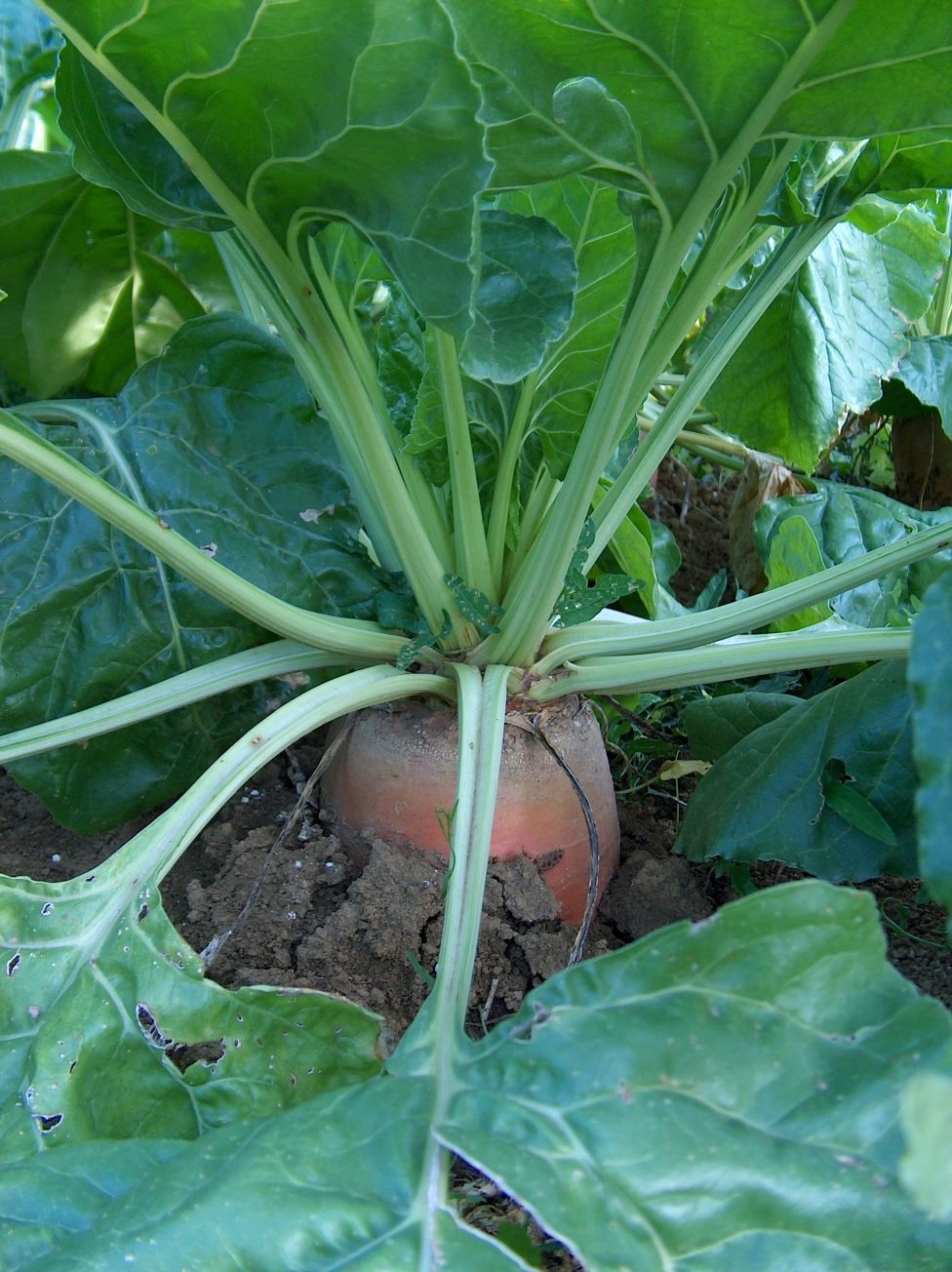
Krmná řepa - jeden ze zástupců krmných okopanin.

Krmné okopaniny patří mezi vodnatá sacharidová krmiva obsahující málo hrubé vlákniny a hrubého tuku. Mají vyšší obsah bílkovin, vitaminu C a draslíku; méně vápníku a fosforu, než jiná krmiva. Hlavními krmnými okopaninami v mírném pásu jsou brambory, krmná řepa, krmná mrkev a další. V tropech a subtropech pak batáty, maniok, ale i krmná řepa. Většina okopanin obsahuje jedovaté látky, které se ničí tepelně, nebo jedovaté látky vznikající po rozrušení pletiv.

## Brambory
Brambory jsou podzemní hlízy lilku bramboru (Solanum tuberosum). Obsahují 20-25 % sušiny (hlavně škrob), 1,2 % stravitelných dusíkatých látek, bílkovinu tuberin, glykosid solanin, který může způsobovat otravy. Z potravinářského hlediska se vyznačují příznivými dietetickými a mírně projímavými účinky. Krmí se buď syrové (dojnicím 10–15 kg denně), pařené (dojnicím 10–15 kg denně, prasatům 3–7 kg denně, ovcím 1–2 kg/den), silážované (prasatům), bramborové řízky či bramborové vločky.

## Krmná řepa
Krmná řepa je dobře stravitelná. Má příznivé dietetické účinky a má dobré účinky na produkci hospodářských zvířat, zejména laktaci krav. Jde o důležitý zdroj minerálů a vitaminů při nízkém obsahu vlákniny, má vysoký obsah minerálních látek, vitaminů A, E a B. Obsahuje málo vápníku a fosforu. Bulva obsahuje 25 % sušiny, z toho přibližně 10% cukru. Ve velkém množství řepa škodí obsahem kyseliny šťavelové, v namrzlých bulvách se zvyšuje obsah dusičnanů. Další nevýhodou jsou problémy se skladováním. Zkrmuje se i chřást, dá se i silážovat nebo usušit. Používá se jako krmivo hlavně pro skot a další přežvýkavce, ale i drůbeži a v malém množství také prasatům, králíkům a koním.

## Krmná mrkev
Krmná mrkev nemá velké nároky na půdu a podnebí.  Její výnosy jsou však nižší než u krmné řepy.  Také se hůře skladuje a její pěstování vyžaduje vyšší péči než krmná řepa. Proto má menší praktické využití a rozsah pěstovaní. Jde o kvalitní glycidovou šťavnatou píci. V kořenu je vysoký obsah provitamínu A, neboli karotenu, vitamínů B1, B2 a C, sacharózy a fruktózy. Obsahuje více bílkovin než jiné okopaniny. Jde o vhodné krmivo pro mladá plemenná zvířata.

## Batáty
Obsahují 28 % sušiny, 1,5 % stravitelných dusíkatých látek, hodně karotenu a vitamínu C. Dále více vápníku a fosforu než brambory. Zkrmují se sušené (energetický doplněk krmných dávek).

## Maniok
Maniok je tropická okopanina. Obsahuje glykosid linamarin, který je při narušení buněk pletiva hydrolizován enzymem linamarázou na kyanovodík. Podle obsahu linamarinu se rozlišují odrůdy hořké a sladké. Dávky vyšší než 100 mg HCN/kg krmiva jsou smrtelné. Zkrmuje se v podobě řízků, maniokové moučky hlavně prasatům, skotu, ovcím a kozám.

## Další krmné okopaniny
Mezi další okopaniny patří druhy rodu Dioscorea obsahující jedovatý alkaloid dioscorin (ničí se tepelnou úpravou). Dále taro (Colocasia esculenta), škrobnaté oddénky Maranta arundianacea, Canna edulis, škrobnaté hlízy Cyperus esculentus, Xanthosoma sagittifolium, topinambur, krmný vodní meloun, krmná tykev, vodnice, tuřín a krmná kapusta.